# Cryptachaea rafaeli
Cryptachaea rafaeli là một loài nhện trong họ Theridiidae.
Loài này thuộc chi Cryptachaea. Cryptachaea rafaeli được miêu tả năm 1991 bởi Buckup & Marques.